# لیپنو (استان اشوی‌داشکسیه)
لیپنو (به لهستانی: Lipno) یک منطقهٔ مسکونی در لهستان است که در گمینا اوکسا واقع شده‌است. لیپنو ۳۷۰ نفر جمعیت دارد.